# ב
Bet o Beth (ב, pronunciado [b] o [v]) es la segunda letra del alfabeto hebreo y equivale a la bet fenicia (𐤁), ambas con el nombre acrofónico que significa 'casa'.

## Origen
Proviene, por vía del alfabeto arameo de la letra fenicia bēt. 

## Usos
| Variantes | Variantes  | Variantes |
| Cuadrada  | Manuscrita | Rashi     |
| --------- | ---------- | --------- |
| ב         | Bet        | Rashi     |

### Variaciones en forma/pronunciación
Esta letra representa dos fonemas diferentes: cuando la bet se encuentra al principio de la palabra, se pronuncia como [b] (bet); en cambio en cuanto esta letra está en medio o final de la palabra, se pronuncia como [v] (vet). Los dos se distinguen por un punto (llamado daguesh), que se pone en el centro de la letra para el sonido [b] y para el sonido [v] no se pone.
| Nombre | Símbolo | AFI | Transliteración | Ejemplo                    |
| ------ | ------- | --- | --------------- | -------------------------- |
| Vet    | ב       | [v] | v               | v como en inglés o francés |
| Bet    | בּ       | [b] | b               | bosque                     |

### Bet con el daguesh
Cuando la bet tiene un «punto» en su centro (בּ), conocido como daguesh, esta letra representa el sonido [b]. Hay varias reglas de la gramática hebrea que estipulan cuándo y por qué se utiliza un daguesh.

### Bet sin el daguesh (Vet)
Cuanto esta letra aparece como ב sin el daguesh («punto») en el centro entonces representa la fricativa labiodental sonora: [v].

## Simbolismo
Es la primera letra de la Torá. También toma el valor numérico de dos.

## Matemáticas
Su símbolo es {\displaystyle \beth } y en el ámbito matemático representa algunos cardinales infinitos, números bet. Estos números constituyen una subclase de la clase de los números álef.

## Codificación
| Unicode UTF-16 | U+05d1            |
| Nombre Unicode | HEBREW LETTER BET |
| HTML           | &#1489;           |
| ISO 8859-8     | 0xe1              |